# Gregory Itzin

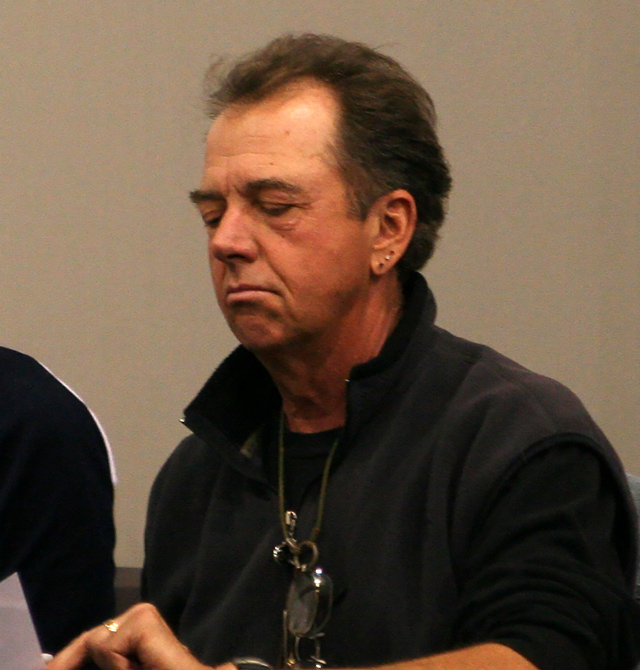
Gregory Itzin (2006)

Gregory Martin Itzin (* 20. April 1948 in Washington, D.C.; † 8. Juli 2022) war ein US-amerikanischer Schauspieler.

## Privatleben
Itzin war der Sohn von Evelyn Loretta Smith und Martin Joseph Itzin. Als er in der sechsten Klasse war, zog seine Familie nach Burlington im US-Bundesstaat Wisconsin, wo er die High School besuchte und sein Vater Bürgermeister war.
Am 29. September 1979 heiratete er Judith L. Goldman, mit der er zwei Kinder hatte. Sein Sohn Wilke arbeitet ebenfalls als Schauspieler.
Itzin, der bereits 2015 während einer Shakespeare-Aufführung einen schweren Herzinfarkt erlitten hatte, starb 2022 im Alter von 74 Jahren während einer Notoperation.

## Karriere
Gregory Itzin begann seine Karriere als Theaterschauspieler am American Conservatory Theater in San Francisco und trat auf vielen Bühnen im ganzen Land auf. In Los Angeles war er Mitglied der Matrix Theatre Company, wo er in Inszenierungen von Warten auf Godot, Harold Pinters Die Heimkehr und The Birthday Party mitwirkte und jeweils mit dem L.A. Drama Critics Circle Award ausgezeichnet wurde. Für seine Rolle in dem mit dem Pulitzer-Preis ausgezeichneten Stück The Kentucky Circle am Broadway wurde er 1994 für den Tony Award sowie 1992 für den Drama Desk Award nominiert. Er war auch als Sprecher in Radioaufführungen des „L.A. Theatre Works“-Ensemble zu hören.
Itzin war auch in zahlreichen Fernsehserien wie Friends, Navy CIS, O.C., California, Für alle Fälle Amy, Boston Legal, CSI: Den Tätern auf der Spur, Practice – Die Anwälte oder Firefly – Der Aufbruch der Serenity zu sehen. Itzin spielte in verschiedenen Rollen in fünf Episoden der Star-Trek-Fernsehserien mit; seine bekannteste Rolle dort war die des Admiral Black in Star Trek: Enterprise.
Für seine Hauptrolle als US-Präsident Charles Logan in der fünften Staffel der US-Fernsehserie 24 wurde er für einen Emmy als bester Nebendarsteller in einer Dramaserie nominiert sowie als Ensemble-Mitglied für den Screen Actors Guild Award. Dieselbe Figur, wenngleich dann auch als Vize- bzw. Ex-US-Präsident, spielte er als wiederkehrende Nebenrolle auch in der vierten, sechsten und achten Staffel der Serie. Zudem übernahm er die Rolle des Justizministers John Ashcroft in dem Fernsehfilm DC 9/11: Time of Crisis.
Im deutschen Sprachraum wurde er unter anderem von Eberhard Haar, Lutz Mackensy und Frank-Otto Schenk synchronisiert.

## Filmografie (Auswahl)
Filme
- 1980: Die unglaubliche Reise in einem verrückten Flugzeug (Airplane!)
- 1984: Hard to Hold
- 1998: Abraham Lincoln – Die Ermordung des Präsidenten (The Day Lincoln Was Shot)
- 1998: Fear and Loathing in Las Vegas
- 2001: Evolution
- 2001: Original Sin
- 2002: Adaption – Der Orchideen-Dieb (Adaptation.)
- 2003: DC 9/11: Time of Crisis
- 2007: Ich weiß, wer mich getötet hat (I Know Who Killed Me)
- 2009: Gesetz der Rache (Law Abiding Citizen)
- 2011: The Ides of March – Tage des Verrats (The Ides of March)
- 2011: Wie ausgewechselt (The Change-Up)
- 2012: Lincoln

Serien
- 1979: Drei Engel für Charlie (Charlie’s Angels, Fernsehserie, Episode 4x06 Der gefallene Engel)
- 1982, 1983: Die Zeitreisenden (Voyagers!, Episoden Mondflug in Gefahr & Das Ende einer Legende)
- 1991: D.E.A. – Krieg den Drogen
- 1993, 1998: Star Trek: Deep Space Nine (Episoden Der Fall “Dax” & Wer trauert um Morn)
- 1997: Diagnose: Mord (Diagnosis: Murder, 2 Episoden)
- 2000: Star Trek: Raumschiff Voyager (Star Trek: Voyager, Episode Kritische Versorgung)
- 2001–2005: Für alle Fälle Amy (Judging Amy, 3 Episoden)
- 2002, 2005: Star Trek: Enterprise (Episoden Im Schatten von P'Jam & Die dunkle Seite des Spiegels)
- 2002: Firefly – Der Aufbruch der Serenity (Firefly, Episode Jaynestown)
- 2002: New York Cops – NYPD Blue (NYPD Blue, Episode Healthy McDowell Movement)
- 2002–2004: Friends (2 Episoden)
- 2003, 2020: Navy CIS (NCIS, 3 Episoden)
- 2003: Without a Trace – Spurlos verschwunden (Without a Trace, Episode Der lange Abschied Teil 1)
- 2004: Medical Investigation (Episode Progeny)
- 2004: O.C., California (The O.C., Episode Die neue Ära)
- 2005–2007, 2010: 24 (44 Episoden)
- 2005: Boston Legal (2 Episoden)
- 2008–2012: The Mentalist (15 Episoden)
- 2010–2013: Covert Affairs
- 2011: Desperate Housewives (2 Episoden)
- 2013: Mob City
- 2014: Hawaii Five-0 (Episode Wailea)
- 2018: Code Black (1 Episode)
- 2019: Atlanta Medical (The Resident, 1 Episode)

## Theater (Auswahl)
- 1986: Rogues Gallery (Musical; Mark Taper Forum Theatre, Los Angeles)
- 1992: The Kentucky Cycle (Bühnenstück; Mark Taper Forum Theatre, Los Angeles)
- 1994: The Kentucky Cycle (Bühnenstück; Broadway, New York City)
- 2007: Shipwrecked! The Amazing Adventures of Louis de Rougemont (South Coast Repertory Theatre, Costa Mesa)
- 2010: Enron (Bühnenstück; Broadhurst Theatre, Broadway, New York City)
- 2010: King Lear (Bühnenstück; Antaeus Theatre Company, Los Angeles)